# Sipanea glaberrima
Sipanea glaberrima là một loài thực vật có hoa trong họ Thiến thảo. Loài này được (Bremek.) Steyerm. miêu tả khoa học đầu tiên năm 1967.